# Astroteilchenphysik
Die Astroteilchenphysik oder Teilchenastrophysik, auch Hochenergieastrophysik genannt, ist ein Zweig der Astrophysik, der Methoden und Techniken der Teilchenphysik auf astrophysikalische Fragestellungen anwendet.

## Beobachtungstechniken
Grundlage traditioneller astronomischer Beobachtungen ist der Empfang von elektromagnetischer Strahlung aus dem Kosmos. Die Astroteilchenphysik ergänzt die Informationen, die durch solche Beobachtungen über kosmische Ereignisse gewonnen werden können, durch den Nachweis von Elementarteilchen kosmischer Herkunft. Ein wichtiges Beispiel sind kosmische Neutrinos, wie sie beispielsweise bei Supernovae erzeugt werden. Ihrem Nachweis dienen Experimente wie AMANDA oder IceCube.
Ein weiteres Beispiel ist der Nachweis der so genannten kosmischen Strahlung, wie er beispielsweise mit dem Pierre-Auger-Observatorium oder bei KASCADE-Grande betrieben wird. Von solchen Experimenten erhofft man sich Aufschluss über kosmische Teilchenbeschleuniger, wie man sie in Supernovae oder anderen höchstenergetischen astrophysikalischen Prozessen vermutet.
Weiterhin wird mit Teilchendetektoren wie CRESST oder EDELWEISS versucht, die Konstituenten der so genannten Dunklen Materie, die im Kosmos astronomischen Beobachtungen zur Folge eine wichtige Rolle spielt, direkt nachzuweisen.
Auch höchstenergetische elektromagnetische Gammastrahlen, die sich nicht mit Teleskopen, sondern nur mit Teilchendetektoren nachweisen lassen, fallen in den Bereich der Astroteilchenphysik.

## Teilchenphysikalische Erklärungsmodelle
In den Standardmodellen der Kosmologie ist das Universum vor rund 14 Milliarden Jahren aus einem extrem dichten und heißen Frühzustand hervorgegangen. Bei solchen Energiedichten sind die Modelle der Teilchenphysik gefragt, um die damaligen Eigenschaften der Materie zu erklären, etwa den leichten Überschuss von Materie über Antimaterie (so genannte Baryonenasymmetrie).
Ein weiteres Beispiel für die Anwendung von Erklärungen aus der Teilchenphysik in der Astrophysik ist die theoretische Erklärung der Dichtefluktuationen im frühesten Universum (Sekundenbruchteile nach dem Urknall), die auf so genannte Inflationsmodelle zurückgeht, die Feldkonzepte der Teilchenphysik und kosmische Expansion kombinieren. Über die Details dieser frühen Fluktuationen sollen Beobachtungen der kosmischen Hintergrundstrahlung, etwa mit dem Planck-Satellitenteleskop, Aufschluss geben.
Auf bislang noch unsicheren Füßen stehen Versuche, die Dunkle Materie durch geeignete Spezies von Elementarteilchen (etwa spezifischer supersymmetrischer Partnerteilchen) zu erklären, und der Versuch, die so genannte Dunkle Energie, durch welche sich die kosmische Expansion beschleunigt, auf Effekte der Quantenfeldtheorie zurückzuführen.